# Fascellina tropaeosema
Fascellina tropaeosema là một loài bướm đêm trong họ Geometridae.